# Marcelino Durán de Velilla
Marcelino Durán de Velilla (n. 1891) fue un periodista y escritor español. Redactor jefe del Diario de Córdoba desde 1921. 

## Biografía
Nació en Aracena, aunque pasó su infancia y juventud en Sevilla. Comenzó su carrera profesional como redactor en El Noticiero Sevillano, pasando luego a trabajar como redactor-jefe de la Gaceta del Sur. Llegaría a ser director de este diario germanófilo. En septiembre de 1920 se trasladó a Córdoba junto al periodista Manuel Chaves Nogales para trabajar como redactor del nuevo diario La Voz. Con posterioridad, a partir de 1921, pasó a trabajar para el histórico Diario de Córdoba como redactor-jefe. También llegó a colaborar ocasionalmente con otras publicaciones, como el diario Ahora de Madrid o con la revista Córdoba Gráfica.
En la capital cordobesa su actividad profesional se desarrolló en otros ámbitos, destacando también sus textos sobre la tauromaquia. En agosto de 1932 fundó el semanario Deportes, que él mismo llegaría a dirigir.  Entre 1936 y 1938 fue director del Diario de Córdoba, sustituyendo al veterano Ricardo de Montis. Ejerció de hecho como su último director, ya que el periódico acabaría desapareciendo en septiembre de 1938 víctima de las disposiciones de la Ley de Prensa de 1938. 
En estos años publicó, junto al periodista Manuel García Prieto, un libro sobre el comienzo de la Guerra civil en Córdoba. 
Durante la Dictadura franquista continuó con su carrera periodística. En estos años reorganizó la Asociación de la Prensa de Córdoba, de la cual años después sería presidente de honor.  Entre 1953 y 1963 fue redactor-jefe de la Hoja del Lunes de Córdoba. Pasó sus últimos años de vida en la localidad de Peñarroya-Pueblonuevo.

## Obras
- —— (1939). 18 de julio. Episodios del glorioso Movimiento Nacional en Córdoba. Impr. Provincial [junto a Manuel García Prieto].
- —— (1976). Córdoba, Sultana de Andalucía. Ayuntamiento de Córdoba.